# Quintanilla de Urrilla
Quintanilla de Urrilla es un pueblo del municipio de Valle de Valdelaguna situado al sudeste de la provincia de Burgos, y que pertenece a la comunidad autónoma de Castilla y León (España). Está situado a 65 km de la capital: Burgos.

## Situación administrativa
En las elecciones locales de 2023 correspondientes a esta entidad local menor  concurre una sola candidatura encabezada por Laura Villagrasa García (PP).

## Historia
Es una villa de la Jurisdicción de Valdelaguna, en el partido de Aranda, jurisdicción de realengo, con alcalde ordinario.
A la caída del Antiguo Régimen queda agregado al ayuntamiento constitucional de Valle de Valdelaguna, en el partido de Salas de los Infantes perteneciente a la región de  Castilla la Vieja.